# François Chavaneau
Pierre François Chavaneau (Nontron, Dordoña, Francia, 1754 – Lussas-et-Nontronneau, Dordoña, Francia,1842) químico, físico y matemático francés que desarrolla su carrera en España. Ideó el primer método de purificación del platino, lo que le convierte en el descubridor del elemento.

## Biografía
Aunque François Chavaneau comienza estudios en teología, ha de abandonarlos por sus polémicas ideas y proseguir estudiando matemáticas. A la edad de diecisiete años logra ser nombrado profesor de matemáticas en Passy, tras lo cual continúa su formación en física y química. Chavaneau es uno de los discípulos de Hilaire Rouelle en el Jardin du Roi de París, junto a otro notable químico, Louis Proust. Chavaneau y Proust entran en aquella época en contacto con Fausto Elhúyar, que estudia con Rouelle entre 1772 y 1777. A través de Eugenio Izquierdo, Chaveneau comienza a impartir clases particulares de física y francés a diversos pensionados españoles en París. Cuando la Real Sociedad Bascongada de Amigos del País, la más antigua de las sociedades económicas de España, decide en 1778 establecer en el Real Seminario Patriótico de Vergara cátedras de química, metalurgia y mineralogía, éstas fueron ocupadas por Proust, Chavaneau y Elhúyar, respectivamente.
Durante su permanencia en Vergara, Chavaneau, con la ayuda de Fausto Elhúyar, y bajo los auspicios de su patrón y protector, el conde de Aranda, ministro de Carlos III, recopila y publica algunos trabajos de análisis de aguas empleando los procedimientos de Torbern Bergman, y especialmente desarrolla y patenta el primer método de purificación y separación de platino de sus compuestos a partir de un agua regia de concentración adecuada, que disolvía el platino sin atacar a otros metales de su grupo, y logrando finalmente en 1783 un lingote de metal maleable llamado platina en español. Con el platino obtenido se acuñaron medallas conmemorativas y se fabricó un cáliz que fue presentado al Papa Pío VI. Este descubrimiento le valió a Chavaneau una invitación para trasladarse a Madrid y dirigir la Casa de la Platina, fundada con anterioridad, en 1757, y convertida en el moderno Laboratorio de la Platina, con la misión de purificar el platino que llegase de América y formar nuevos químicos, estableciendo el monopolio del nuevo metal y con la prohibición de divulgar los métodos de purificación.	
En 1787 la Secretaría de Indias decide fundar su propio centro y crea el Laboratorio de Química Metalúrgica, del cual Chavaneau se convierte en director, así como en catedrático de la Real Escuela de Mineralogía de Madrid. En 1790 apareció en Madrid la obra de Chavanaeu Elementos de Ciencias Naturales, de la cual solo llegó a publicarse el primer volumen. Chavaneau dirige hasta 1799, año de su regreso a Francia, el laboratorio del Ministerio de Hacienda, hasta que éste se refunde con el de Estado en el Laboratorio Real de Madrid, puesto bajo la dirección de Proust.